# Elachista ruscella
Elachista ruscella é uma espécie de insetos lepidópteros, mais especificamente de traças, pertencente à família Elachistidae. Foi descrita por Lauri Kaila em 2011. É encontrada na Austrália.
A envergadura dos espécimes machos varia entre 7,3 e 7,8 milímetros, enquanto a envergadura das espécimes fêmeas varia entre 7,2 e 9,6 milímetros.